# Martin Bezuidenhout
Martin Bezuidenhout – południowoafrykański zapaśnik walczący w stylu klasycznym. Brązowy medalista igrzysk afrykańskich w 1995 roku.